# نادي الجامعة الرياضي
نادي الجامعة الرياضي هو أحد أندية الدوري العراقي
تأسس عام 2020 يلعب في الدوري العراقي. رئيس النادي اللاعب العراقي يونس محمود.